# Shizuo
David Hammer (ur. 14 sierpnia 1973 w Wehr, zm. 15 maja 2011) – znany pod pseudonimem Shizuo, niemiecki producent muzyczny, związany z ruchem Digital hardcore. Na początku lat '90 współpracował z zespołem Atari Teenage Riot, po czym w 1997 wydał swój pierwszy album solowy. W tym samym czasie założył zespół Give Up, z którym wydał jeden album. Wydany w 2000 roku minialbum Shizuo No I był ostatnim wydawnictwem oficjalnie wydanym przez muzyka. 28 maja 2011 roku na swojej stronie na Facebooku zespół Cobra Killer poinformował o śmierci artysty, prawdopodobnie wskutek przedawkowania.

## Dyskografia
Albumy
- Disko Punk (1995, pod pseudonimem Shitzuo)
- High on Emotion E.P. (1996)
- Shizuo vs. Shizor (1997)
- New Kick E.P. (1997, wraz z Give Up)
- Fuck Step '98 (1998, jako Give Up)
- Shizuo No I (2000)

Single
- "Sweat / Stop It" (1996)